# Odense BK
Odense Boldklub, je dánský fotbalový klub sídlící ve městě Odense na ostrově Fyn. Klub vznikl v roce 1887, původně jako kriketový Odense Cricketklub. V roce 1889 k existujícímu klubu připojeno tenisovou a fotbalovou sekci, a celek přejmenováno na Odense Boldklub. Tým pravidelně hraje v nejvyšší domácí soutěži – SAS Ligaen, v Poháru Dánska, a mezinárodních soutěžích. Největší úspěchy měl v 70. létech i 80. letech 20. století.

## Úspěchy
- 3× mistr SAS Ligaen: 1977, 1982, 1989
- 5× vítěz Poháru Dánska: 1983, 1991, 1993, 2002, 2007
- finalista Poháru Dánska: 1974
- vítěz Poháru Intertoto: 2006

## Umístění v nejvyšších domácích soutěžích
| Sezóna                |            | Místo | Z  | V  | R  | P  | GV | GO | B  | Pohár       | Pozn.   |
| --------------------- | ---------- | ----- | -- | -- | -- | -- | -- | -- | -- | ----------- | ------- |
| 1996/97               | SAS Ligaen | 7     | 33 | 11 | 8  | 14 | 59 | 61 | 41 |             |         |
| 1997/98               | SAS Ligaen | 12    | 33 | 6  | 7  | 20 | 40 | 57 | 25 |             | vyřazen |
| 1 sezóna v nižší lize |            |       |    |    |    |    |    |    |    |             |         |
| 1999/00               | SAS Ligaen | 9     | 33 | 11 | 10 | 12 | 42 | 44 | 43 |             |         |
| 2000/01               | SAS Ligaen | 7     | 33 | 13 | 7  | 13 | 49 | 45 | 46 | 3. předkolo |         |
| 2001/02               | SAS Ligaen | 6     | 33 | 13 | 10 | 10 | 56 | 51 | 49 | vítěz       |         |
| 2002/03               | SAS Ligaen | 4     | 33 | 12 | 12 | 9  | 55 | 50 | 48 | 3.předkolo  |         |
| 2003/04               | SAS Ligaen | 4     | 33 | 16 | 9  | 8  | 66 | 46 | 57 | semifinále  |         |
| 2004/05               | SAS Ligaen | 6     | 33 | 13 | 9  | 11 | 61 | 41 | 48 | 5.předkolo  |         |
| 2005/06               | SAS Ligaen | 3     | 33 | 17 | 7  | 9  | 49 | 28 | 58 | čtvrtfinále |         |
| 2006/07               | SAS Ligaen | 4     | 33 | 17 | 7  | 9  | 46 | 36 | 58 | vítěz       |         |
| 2007/08               | SAS Ligaen | 4     | 33 | 12 | 16 | 5  | 46 | 27 | 52 | semifinále  |         |
| 2008/09               | SAS Ligaen | 2     | 33 | 21 | 6  | 6  | 65 | 31 | 69 | 5. předkolo |         |
| 2009/10               | SAS Ligaen | 2     | 33 | 17 | 8  | 8  | 46 | 34 | 59 | semifinále  |         |